# 捷藍航空292號班機事故
捷藍航空292號班機是一班由洛杉磯飛往紐約的定期航班。2005年9月21日，一架空中巴士A320型客機執行此一航班時前起落架發生故障。飛機其後折返洛杉磯國際機場緊急迫降，全機人員安全。

## 故障
編號N536JB的捷藍航空的一架被命名為「Canyon Blue」的空中巴士A320型客機，於2005年9月21日西岸時間15時17分，搭載了140名乘客及機員，執行292號班機，從西岸洛杉磯伯班克好萊塢伯班克機場（Hollywood Burbank Airport）起飛前往東岸紐約甘迺迪國際機場。
當飛機起飛後，機長立即察覺由於不明的原因，飛機的前起落架不能收回。因此機長向長灘的機場塔台通報。該機場空管員示意292號班機低飛過塔台，以便用目視了解飛機的起落架的狀況。他們發現，飛機鼻輪以正常情況的90度角向左方扭轉，即與機身呈垂直角度。機長於是決定作緊急降落，可是機長沒有選擇在長灘機場降落，而是前往洛杉磯國際機場作緊急迫降。雖然洛杉磯機場比較遠，但那兒的跑道比較先進，安全設施比較充足，方便應付突發事件。

## 應變
為了令機身減輕重量以便迫降，以及避免在迫降時引發飛機油缸觸發火警甚至爆炸，機長在前往洛杉磯機場前，把飛機飛至太平洋外不停盤旋以消耗燃料（因A320不設自動洩油裝置）。然後飛機以剩下的燃油留在洛杉磯國際機場上空盤旋。這時，多家電視台都意識到飛機可能會出事，因此都爭相採訪該飛機的最新消息。由於捷藍航空的飛機上都裝有衛星接收DirecTV頻道的個人液晶電視，因此，機上的乘客甚至親眼驚覺自己乘搭的客機正身陷險境，這可能是航空史上第一次有乘客可以透過機上個人液晶電視現場觀看自己乘搭的客機命運。而機上的電視台直播，直至飛機迫降前5分鐘才自動關上。
在洛杉磯國際機場，緊急救援服務已作出一級戒備，多輛消防車及救護車聚集在跑道附近，跑道亦已清場。客机进近時，機上的空服員呼籲乘客盡量移往機尾後方，因為要顧及飛機降落時，減輕鼻輪的負荷，及避免在迫降過程中前起落架折斷。另外，空服員亦指導乘客在落地時，需將頭部埋於兩膝之間，以保障頭部安全。

## 安全迫降
同日18:19，292號班機獲准降落後，機長首先讓後輪觸地，稍微拉高機頭。待飛機慢慢減速後，便慢慢將機頭放下，讓已呈90度扭轉的故障鼻輪觸地。鼻輪在跑道上摩擦，產生大量濃煙。而後，輪軸金屬部份跟地面摩擦，拖出一條火光。在飛機滑行至25L跑道3382米處，飛機終於停下了。
飛機鼻輪在跟跑道摩擦時嚴重受損，整個鼻輪跟輪軸只磨剩一半。可是，除了鼻輪損毀外，飛機沒有任何地方受到損害，機上的乘客也沒有任何一人受傷。

## 其他
美國聯邦航空總署於9月23日發表聲明，指空中巴士飛機前起落架因故障而無法收回的問題已久。在捷藍航空292號班機之前，亦有2架A320及一架A319客機出現過前起落架無法收回的故障而需迫降。當中包括1999年2月，美西航空一架A320出現類似故障；2002年11月1日，同是捷藍航空的A320亦有類似事故發生；同年11月21日，聯合航空的一架A319又發生類似故障，這些事故都沒有造成任何人傷亡。

## 類似事故
- 中國東方航空586號班機事故

## 外部連結
- 捷藍航空292號班機迫降過程 （页面存档备份，存于）